# Ťuhýk hnědý
Ťuhýk hnědý (Lanius cristatus) je druh ptáka z čeledi ťuhýkovitých (Laniidae) obývající téměř celou Asii. Mohou se ale samostatně objevit i v Evropě nebo Severní Americe. Je blízce příbuzný druhům ťuhýk středoasijský (Lanius isabellinus) a ťuhýk obecný (Lanius collurio). Tito ťuhýci jsou zbarveni převážně hnědě, pohlavní dimorfismus není příliš výrazný, ale při bližším pohledu lze rozeznat samičku od samečka. Od zobáku až k zadní straně hlavy se táhne černý pruh, který se od zobáku směrem dozadu rozšiřuje. Jedná se o stěhovavý druh ptáka, který většinou zimuje na stejných místech jako předešlou sezónu.

## Popis

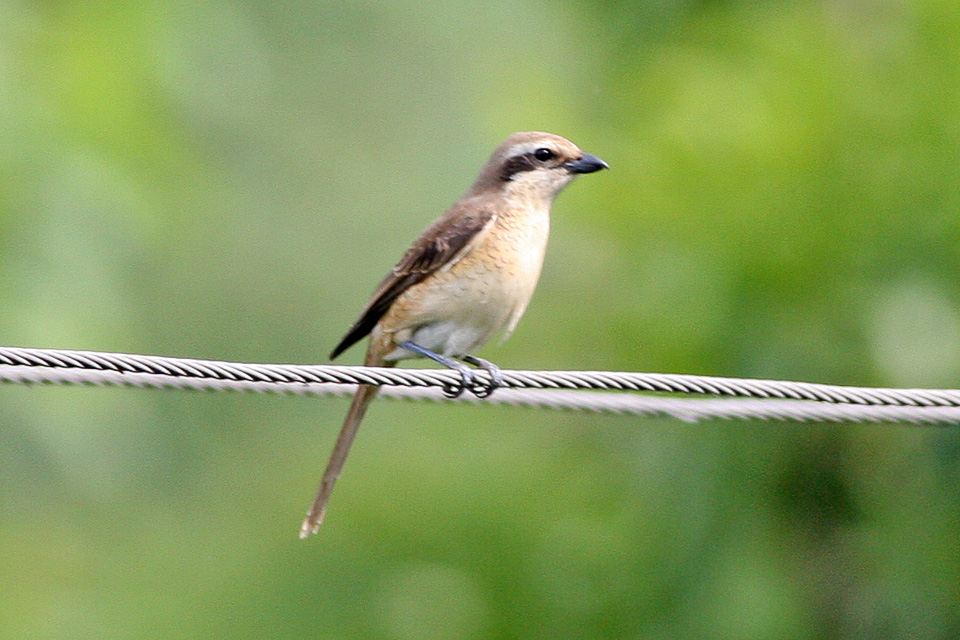
Dospělý jedinec v čínské provincii Šen-sii

Ťuhýci hnědí jsou, jak již český název napovídá, převážně hnědě zbarvení, se zaobleným ocasem. Typickým znakem je i černá maska, nahoře lemovaná bílým pruhem, která se táhne od zobáku až po zátylek. V zimě může být černý pruh světlejší. Spodní partie jsou bílé až krémové barvy, boky jsou spíše rezavé. Křídla jsou celohnědá. Pohlavní dimorfismus u tohoto druhu téměř neexistuje; hlavním rozdílem mezi samicí a samcem je to, že samičky nemají masku černou, nýbrž tmavě hnědou. Nicméně, na dálku je nemožné pohlaví ptáka rozeznat. Mezi poddruhy je možné rozeznat jen drobné rozdíly: například poddruh L. c. lucionensis má hlavu zbarvenou spíše do šedé barvy a boky jsou výrazněji rezavější. Poddruh L. c. superciliosus má zase hlavu spíše do červena a bílý pruh nad černou maskou je u nich mnohem širší, než je tomu u jiných druhů.
Existují též kříženci několika poddruhů nebo obecně kříženci druhu ťuhýk hnědý s jinými ťuhýky. Například v centrální Japonsku dochází poměrně často ke křížení ťuhýků hnědých (konkrétně poddruhu L. c. superciliosus) s ťuhýky tygrovanými (Lanius tigrinus). V japonské prefektuře Išikawa zase dochází ke křížení poddruhů L. c. lucionensis a L. c. superciliosus.

## Výskyt
Nominátní poddruh se rozmnožuje především severní část střední Asie, především Mongolsko, a zimy tráví v jižní Asii, Barmě, nebo na Malajském poloostrově. Poddruh L. c. superciliosus hnízdí na ostrovech Sachalin, Kuril a v Japonsku. V zimě přesidluje na Sundy, Jávu nebo Sumatru. L. c. lucionensis hnízdí v Koreji a východní Číně, zimuje nejčastěji na Tchaj-wanu a Filipínách, výjimečně i v Indii a na Andamanských ostrovech.
Do Evropy se tento druh zatoulá jen výjimečně a i v Severní Americe se jedná o vzácného návštěvníka, nicméně, byl tam již několikrát zaznamenán.

## Chování

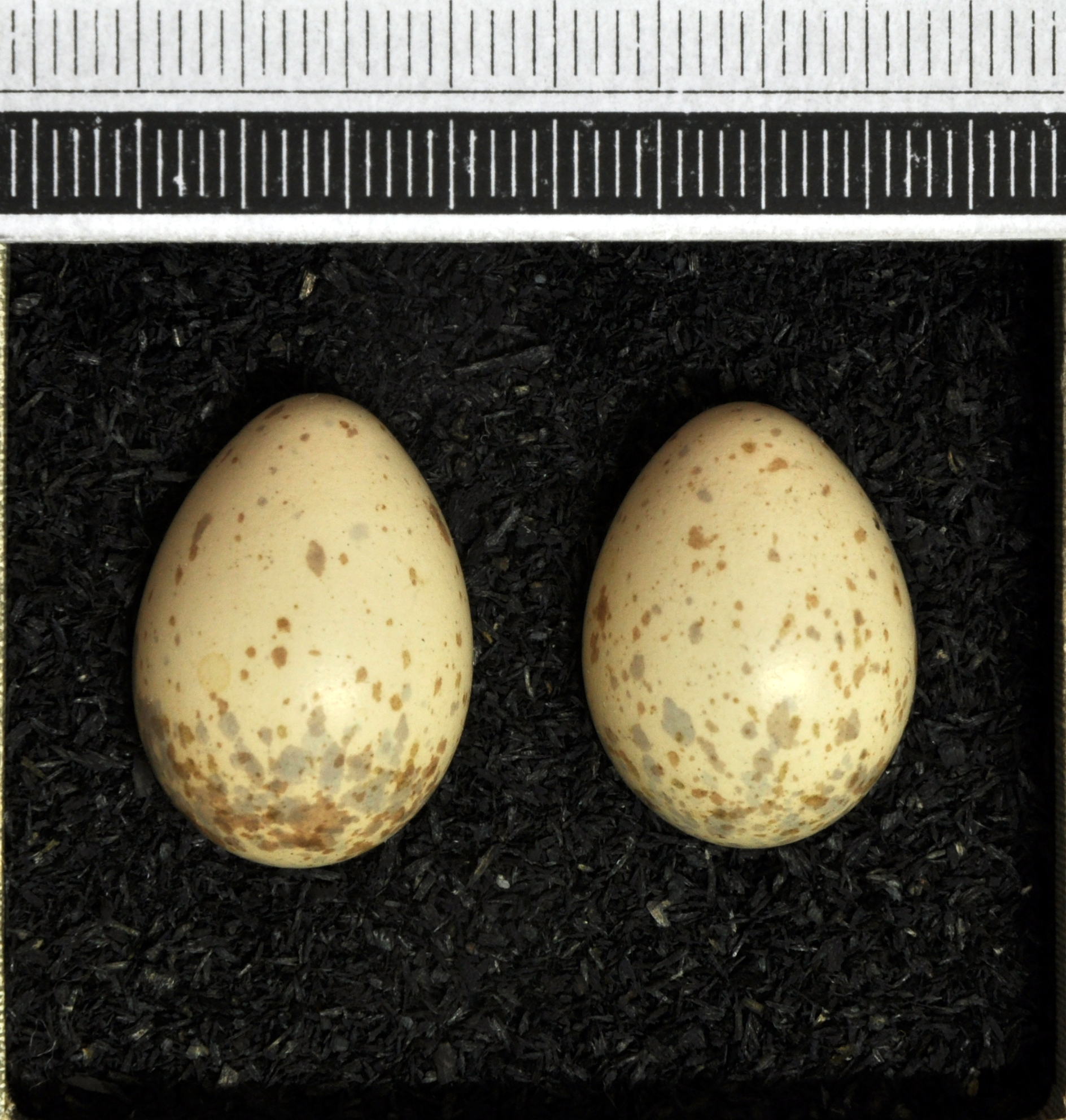
Vajíčka ťuhýka hnědého v muzeu ve Wiesbadenu

Ťuhýci hnědí jsou tažní ptáci a provedené průzkumy ukázaly, že jsou věrní svým zimovištím: často se vrací na ta samá místa každou zimu. Samotný přelet do zimovišť je různý, pokud ptáci míří například do Indie, běžně dorazí v srpnu nebo září, odlétají pak v dubnu. Během zim tito ptáci přepeřují a jejich zpěv je v těchto obdobích slabý, podobný zpěvu špačků růžových (Pastor roseus). Zvláštností je, že při zpěvu zůstává jejich zobák zavřený, patrné jsou pouze pulsace na hrdle.
Období hnízdění začíná koncem května až června a pro toto období ptáci vyhledávají tajgy nebo různé polopouštní porosty, kde staví hnízda na keřích nebo stromech. Do hotového hnízda pak samička naklade dvě až šest nažloutlých vajec s množstvím černých teček.
Tito práci se živí zejména hmyzem, například motýly. Krom hmyzu loví ale i malé ptáky, například kruhoočka (Zosterops), nebo ještěrky. Stejně jako jiné druhy ťuhýků, i tento je typický tím, že svoji kořist napichuje na dráty nebo ploty. Loví za letu a svoji kořst nejdříve pozorují a následně se na ni z výšky vrhnou.

## Taxonomie
Druh ťuhýk hnědý poprvé popsal švédský biolog Carl Linné v roce 1757. Obecně jsou uznávány čtyři poddruhy: Lanius cristatus confusus (Stegmann, 1929), nominátní Lanius cristatus cristatus (Linnaeus, 1758), Lanius cristatus lucionensis (Linnaeus, 1766) a Lanius cristatus superciliosus (Latham, 1802).